# Ácido hialurônico
Ácido hialurônico (português brasileiro) ou ácido hialurónico (português europeu) é um biopolímero formado pelo ácido glucurônico e a N-acetilglicosamina . De textura viscosa, existe no líquido sinovial, humor vítreo e no tecido conjuntivo colágeno de numerosos organismos, sendo uma importante glicosaminoglicana (GAG) na constituição da articulação, presente na matriz extracelular dos tecidos conjuntivos, epiteliais e nervosos. Esta molécula é a única GAG não sulfatada e possui a capacidade de se associar a proteínas para formar agregados moleculares, mas não forma proteoglicanos. É formado na membrana plasmática e não no aparelho de Golgi como os demais, e pode ser enorme, com pesos moleculares que muitas vezes são de milhões de daltons. É um dos principais componentes da matriz extracelular, e contribui significativamente para a proliferação e migração celular, podendo estar envolvido na progressão de alguns tumores malignos.
Uma pessoa de 70 kg tem aproximadamente 15 g de ácido hialurónico no seu organismo, e um terço do total é reciclado (degradado e sintetizado) a cada dia. O ácido hialurónico é também um componente das cápsulas extracelulares bactérias do grupo estreptococos  e pensa-se que influencia a virulência da bactéria. 

## Biologia humana e animal
A nossa pele, quando jovem é caracteristicamente lisa e elástica. Contém muito ácido hialurônico, que é uma substância do nosso organismo que preenche os espaços entre as células. Com o avanço da idade o ácido hialurônico diminui, diminuindo também a hidratação e elasticidade da pele, o que contribui para o surgimento de rugas.
O ácido hialurônico é uma substância presente no organismo de todo os animais, e encontra-se em todos os órgãos do corpo humano, em diferentes proporções, sendo que a pele contém 56 % do total. No nosso organismo, esta substância é responsável pelo volume da pele, forma dos olhos e lubrificação das articulações, sendo normalmente produzido e degradado. Como método terapêutico, pode ser obtido a partir de animais ou a partir da fermentação de bactérias. Este último tem grandes vantagens, uma vez que permite a sua produção em escala industrial e, por não possuir proteínas animais, não provoca reações alérgicas, sendo portanto a forma mais utilizada. As reações que podem ocorrer são alguma vermelhidão no local, pequeno edema (inchaço) sensação de coceira ou sensibilidade. Porém quando ocorrem, são, em geral, pouco acentuadas e tendem a sumir em 24-48horas.

## Ácido hialurônico sintético
Há algumas apresentações sintéticas de ácido hialurônico que são utilizadas em Odontologia, Medicina física e reabilitação e medicina estética. O uso em reabilitação concentra-se no tratamento da artrose. Em estética, o objetivo é preencher rugas ou sulcos, ou simplesmente dar volume, através da injeção na camada média ou profunda da pele. São exemplos de áreas da face que podem ser preenchidas com ácido hialurônico: lábios, sulcos nasogenianos (bigode chinês), sulcos nasojugais (olheiras), rugas glabelares (raiz do nariz, entre as sobrancelhas) e até mesmo na mandíbula (Preenchimento Mandibular) e queixo, para maior projeção e simetria. Atualmente, a aplicação de ácido hialurônico em regiões estratégicas do corpo também vêm ganhando bastante fama, sendo utilizada para preenchimento corporal, como nos glúteos, e harmonização (corrigindo hip dips, culote e bananinha). 
A aplicação pode ser sob anestesia tópica com creme ou por bloqueio regional com lidocaína. A injeção do produto pode ser por pontilhado ou retroinjeção. Compressas frias diminuem a formação de inchaço (edema). O resultado aparece imediatamente e em até duas semanas, quando o inchaço já deve ter desaparecido.

## Formas de aplicação do ácido hialurônico

### 1. Injeções Intra-Articulares
- Uso comum em casos de artrose moderada a grave.
- Aplicadas diretamente na articulação afetada, geralmente no joelho, quadril ou ombro.
- Proporcionam alívio rápido e direcionado da dor, com efeitos que podem durar de 6 meses a 1 ano.

### 2. Suplementos Orais
- Opção não invasiva, recomendada para casos leves ou como manutenção.
- A absorção pode ser menor, mas há estudos mostrando eficácia quando combinados com colágeno e vitamina C.

### 3. Cremes e Géis Tópicos
- Menos eficazes para articulações profundas.
- Usados como suporte para sintomas leves ou em áreas com pele fina.[14]